# Bouconville-Vauclair
Bouconville-Vauclair är en kommun i departementet Aisne i regionen Hauts-de-France i norra Frankrike. Kommunen ligger  i kantonen Craonne som ligger i arrondissementet Laon. År 2022 hade Bouconville-Vauclair 184 invånare.

## Befolkningsutveckling
Antalet invånare i kommunen Bouconville-Vauclair
Referens: INSEE